# Abbaiare stanca
Abbaiare stanca (Cabot-Caboche) è un romanzo per ragazzi di Daniel Pennac del 1982.
Cabot-Caboche è stato tradotto in catalano, spagnolo, norvegese, russo, vietnamita, giapponese, inglese, ceco, cinese, sloveno; in italiano il libro ha avuto numerose edizioni e ristampe.

## Trama
Pennac racconta delle avventure di "Il Cane" questo è il singolare nome del personaggio principale, e della sua padroncina: Mela.
Il cane svolgerà il ruolo principale nel racconto e il punto di vista predominante sarà il suo. Altro personaggio importante è Mela, una ragazzina che diventa l'amica inseparabile del cane.
L'idea centrale del libro è quella che sarà il cane ad ammaestrare la padrona, insegnandole a trattarlo con rispetto.
Il libro inizia subito con un evento drammatico, la morte della madre adottiva di Il Cane. Il Cane vive una vita da randagio fino a che non viene trovato al canile da Mela, che lotta per tenerlo con sé.
Dopo questa parte iniziale, Il Cane vive un primo periodo difficile a casa di Mela, in quanto lei è ancora una ragazzina viziata, che spesso lo trascura: Il Cane quindi fugge e finisce per incontrare lo Ienoso, un altro cane che lo ospita a casa del suo padrone, un ferroviere che vive in periferia: Il Cane trascorre dei mesi molto felici insieme allo Ienoso, che gli insegna molte cose sulla vita dei cani, facendogli conoscere tutti i suoi amici cani e gatti. Un giorno tuttavia reincontra Mela che ha capito di essersi comportata male con lui, e Il Cane accetta di tornare da lei. Il rapporto con Mela diventa ottimo, mentre i genitori cominciano ad ingelosirsi, fino al punto da abbandonare Il Cane in autostrada. Il Cane però facendo affidamento sulle sue doti olfattive, riesce a ritornare a Parigi, dove vive un'altra avventura con altri suoi amici cani e gatti.
Il Cane con i suoi amici daranno una bella lezione ai padroni del Cane stesso e distruggeranno la casa. Infine, Il Cane e Mela si rincontrano e si godono una vita pacifica. 

## Edizioni in italiano
- Daniel Pennac, Abbaiare stanca, illustrazioni di Cinzia Ghigliano, Milano: Salani, 1993
- Daniel Pennac, Abbaiare stanca, a cura di Maria Teresa Ripamonti, Torino: Petrini, 1997
- Daniel Pennac, Abbaiare stanca, Firenze: Salani, 1998
- Daniel Pennac, Abbaiare stanca, trad. di Cristina Palomba, Milano: Edizioni Salani, 2000
- Daniel Pennac, Abbaiare stanca, Firenze: Stamperia Braille, stampa 2003
- Daniel Pennac, Abbaiare stanca, legge: Romano De Colle, Feltre: Centro Internazionale del Libro Parlato, [dopo il 2005]
- Daniel Pennac, Abbaiare stanca, legge: Chiara Pollonio, Feltre: Centro Internazionale del Libro Parlato, 2010
- Daniel Pennac, Abbaiare stanca, traduzione di Cristina Palomba, con le illustrazioni di Cinzia Ghigliano, Milano: Fabbri Centauria, 2014